# 沃热加区
沃热加区（俄语：Вожегодский район）是俄罗斯联邦沃洛格达州下辖的一个区，其行政中心为沃热加。据2016年统计，该区的人口为14968人。